# Enzo Ferrario
Enzo Nicolás Ferrario Arguello (* 3. März 2000 in Chicago) ist ein chilenischer Fußballspieler auf der Position des Innenverteidigers.

## Karriere
Enzo Ferrario unterschrieb 2019 seinen ersten Profivertrag bei CD Universidad Católica, debütierte aber nicht bei dem Klub. Erst bei seiner Leihstation ab 2020 bei Deportes La Serena bekam der Innenverteidiger Spielanteile. Seine Leihe wurde deshalb um zwei Jahre bis zu seinem Vertragsende verlängert. 2023 wechselte Ferrario zu Unión La Calera.